# ブルネイ湾
ブルネイ湾（ブルネイわん、英語: Brunei Bay, マレー語: Teluk Brunei）は、カリマンタン島（ボルネオ島）北西岸にあり、北は南シナ海に開けている湾。ブルネイの首都バンダル・スリ・ブガワンがあるブルネイ・ムアラ地区の東に位置する。
ブルネイ・ムアラ地区と飛び地であるテンブロン地区を結ぶ長さ30 kmの橋・テンブロン橋が2019年に完成・開通予定。そのうち14kmはこのブルネイ湾を横断する。